# Carlos de Deus
Carlos da Conceição de Deus ist ein osttimoresischer Politiker und Professor. Er ist Mitglied der FRETILIN.
Deus übernahm mit Antritt der II. Regierung Osttimors am 14. Juli 2006 von Egídio de Jesus das Amt des Staatssekretärs für die Region III (Dili, Aileu, Ermera). Auch unter dem nächsten Premierminister Estanislau da Silva behielt Deus diese Position. Nach den  regulären Wahlen 2007 schied Deus am 8. August 2007 mit Antritt der IV. Regierung aus dem Amt.
Später wurde er Professor an der Fakultät für Agrarwirtschaft an der Universidade Nasionál Timór Lorosa'e (UNTL) und verfasste mehrere Arbeiten zu landwirtschaftlichen Themen.